# Port lotniczy Ölgij
Port Lotniczy Ölgij (IATA: ULG, ICAO: ZMUL) – port lotniczy w Olgij, stolicy ajmaku bajanolgijskiego, w Mongolii.